# (20360) Holsapple
(20360) Holsapple est un astéroïde de la ceinture principale.

## Description
(20360) Holsapple est un astéroïde de la ceinture principale. Il fut découvert le 1er mai 1998 à la station Anderson Mesa par le programme LONEOS. Il présente une orbite caractérisée par un demi-grand axe de 2,29 UA, une excentricité de 0,06 et une inclinaison de 9,6° par rapport à l'écliptique.

## Compléments